# Anthomyia canningsi
Anthomyia canningsi är en tvåvingeart som beskrevs av Griffiths 2001. Anthomyia canningsi ingår i släktet Anthomyia och familjen blomsterflugor.
Artens utbredningsområde är Finland. Inga underarter finns listade i Catalogue of Life.